# Arbeitsmarktneutralität
Der Begriff Arbeitsmarktneutralität bezeichnet ein Prinzip, wodurch verhindert werden soll, dass der Einsatz von finanziell günstigeren ehrenamtlichen bzw. freiwilligen Mitarbeitern und, in Ländern mit bestehender Wehrpflicht, von wehrersatzdienstpflichtigen bzw. zivildienstpflichtigen Mitarbeitern, vollwertige Arbeitsplätze ersetzt werden.

## Deutschland
Der Begriff Arbeitsmarktneutralität wird in Gesetzestexten zum Bundesfreiwilligendienst verwendet. Der Wissenschaftliche Dienst des Deutschen Bundestags definiert den Begriff in der Ausarbeitung „Arbeitsmarktneutralität im Bereich des bürgerschaftlichen Engagements“ so, „dass die Freiwilligen unterstützende, zusätzliche Tätigkeiten verrichten und keine hauptamtlichen (Fach-)Kräfte ersetzen.“ Kündigungen sind demnach ausgeschlossen. Dagegen wird es als bedenklich beschrieben, wenn es durch das Heranziehen von Freiwilligen zu Marktverzerrungen kommt, denn Personalkosten sind ein entscheidender Faktor bei der Preisbildung. Die Arbeitsmarktneutralität der verschiedenen Freiwilligendienste in Deutschland wird durch die zuständigen Träger sichergestellt, die im Zweifelsfall die Zusammenarbeit mit den Einsatzstellen beenden müssen.

## Österreich
Durch die Zividienstgesetz-Novelle vom 19. Juli 2024 wurde in Österreich die bisher verpflichtende Arbeitsmarktneutraliät gestrichen, Zivildienstleistende sollen daher mehr Arbeiten ohne Aufsicht durchführen können und die Absolvierung von sogenannten Berufsmodulen vermehrt ermöglicht werden.

## Schweiz
In der Schweiz ist das Bundesamt für Zivildienst (ZIVI) zuständig, dass die Zivildiensteinsätze arbeitsmarktneutral sind. Durch diese Arbeitsmarktneutralität soll verhindert werden, dass durch den Einsatz von Zivildienstleistenden keine bestehenden Arbeitsplätze gefährdet werden, die Lohn- und Arbeitsbedingungen im Einsatzbetrieb nicht verschlechtert werden und Wettbewerbsbedingungen nicht verfälscht werden.